# Музеи Севастополя
В статье (по алфавиту) перечислены известные музеи, музеи-квартиры, выставочные залы, дома-музеи, галереи и другие культурные музейные объекты Севастополя.

## Музеи Севастополя

###### Севастопольский военно-исторический музей-заповедник
В настоящее время Севастопольский военно-исторический музей-заповедник объединяет шесть музейных объектов, три мемориальных комплекса, открытые экспозиции и исторические памятники, занимающие обширные территории в разных районах города. Общая площадь всей территории музейных объектов 40,03 га.
Указом Президента Российской Федерации от 7 декабря 2015 г. музей-заповедник относится к особо ценным объектам культурного наследия народов Российской Федерации.
В 2019 г. Музей героической обороны и освобождения Севастополя получил статус музея-заповедника и новое наименование — Федеральное государственное бюджетное учреждение культуры «Севастопольский военно-исторический музей-заповедник».
Начало современному музею-заповеднику положила знаменитая севастопольская Панорама «Штурм 6 июня 1855 г.». Под этим названием она была открыта на Историческом бульваре 14 (27) мая 1905 г. к 50-летию обороны города в период Восточной (Крымской) войны 1853—1856 гг. Разрушенная во время Великой Отечественной войны Панорама была воссоздана и вновь открыта в 1954 г. под названием «Оборона Севастополя 1854—1855 гг.».
4 ноября 1959 г. на легендарной Сапун-горе, известной героическими событиями, происходившими здесь в годы Великой Отечественной войны, была открыта и приняла своих первых посетителей Диорама «Штурм Сапун-горы 7 мая 1944 г.».
6 августа 1960 г. на базе объединения двух историко-художественных памятников: панорамы «Оборона Севастополя 1854—1855 гг.» и диорамы «Штурм Сапун-горы 7 мая 1944 г.» — был создан Государственный музей героической обороны и освобождения Севастополя.

Впоследствии были образованы и другие отделы музея-заповедника. Экспозиции открылись в Оборонительной башне Корниловского бастиона на Малаховом кургане (1963), в Доме-музее севастопольского подполья, где в 1942—1944 гг. находился штаб севастопольской подпольной организации (1967). В 1973 г.был присоединен Собор св. Равноапостольного князя Владимира — усыпальница прославленных флотоводцев-адмиралов.

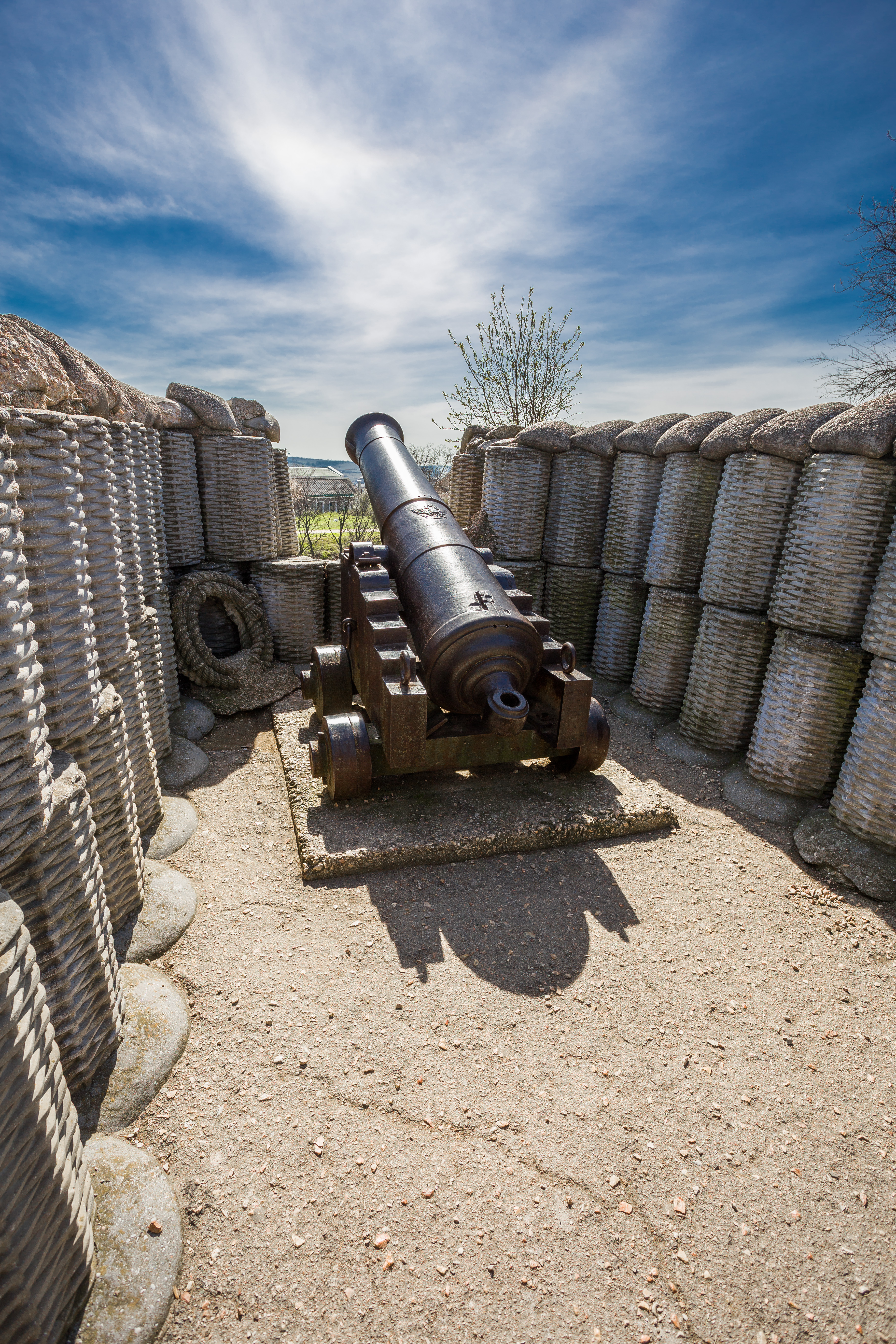
4-й бастион
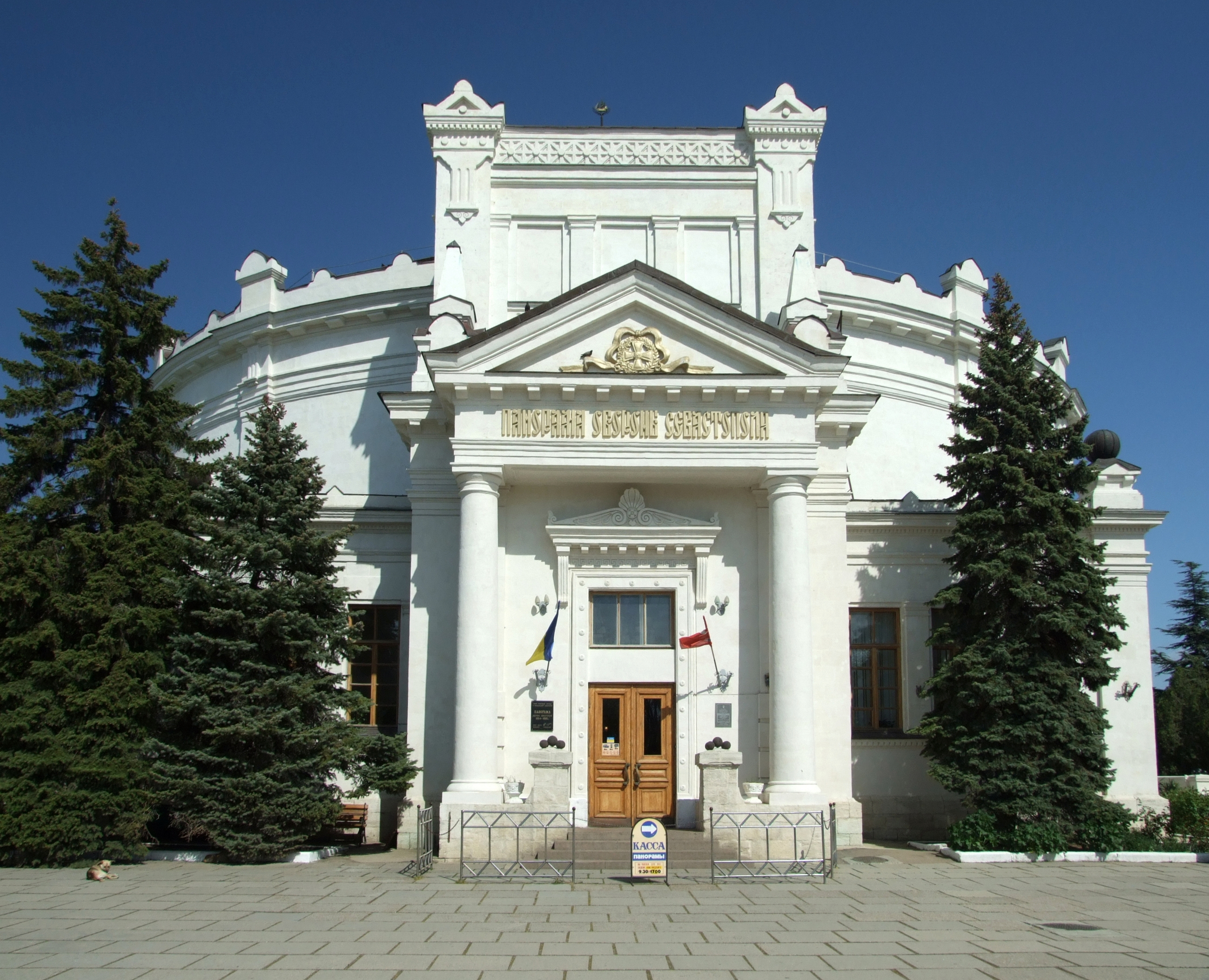
Панорама «Оборона Севастополя 1854—1855 гг.»
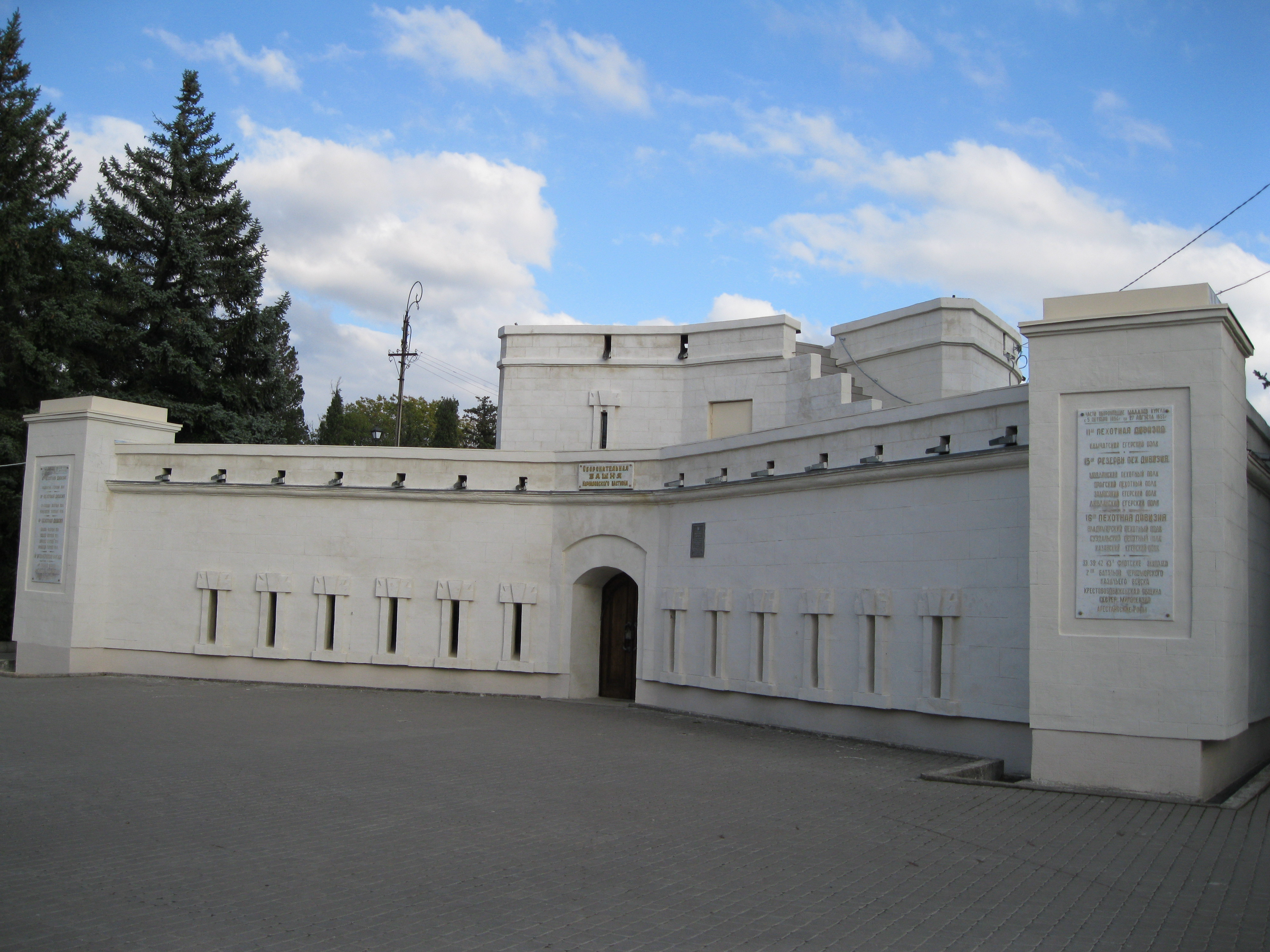
Оборонительная башня Корниловского бастиона
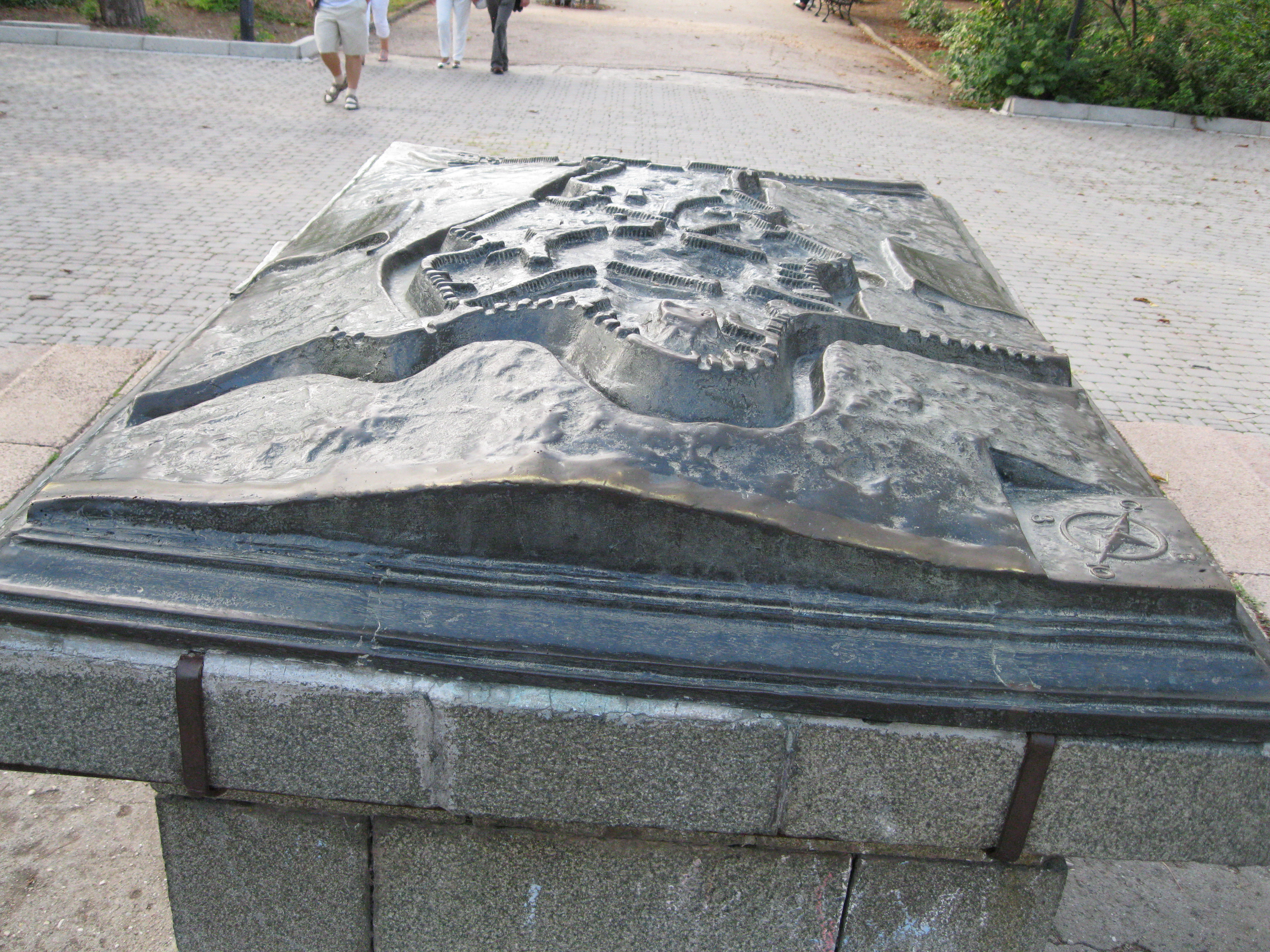
Макет оборонительных сооружений Малахова кургана
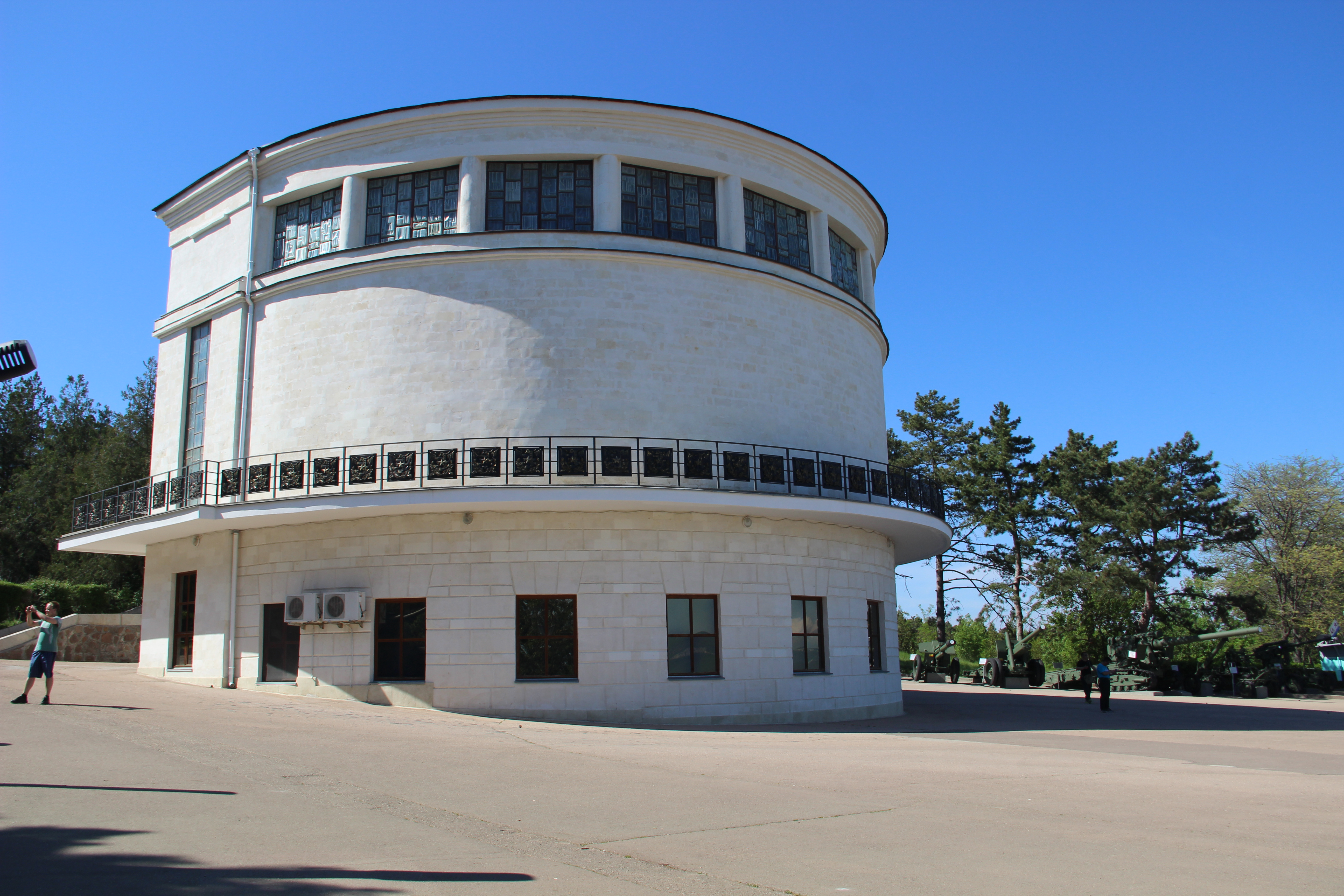
Диорама «Штурм Сапун-горы 7 мая 1944 г.»
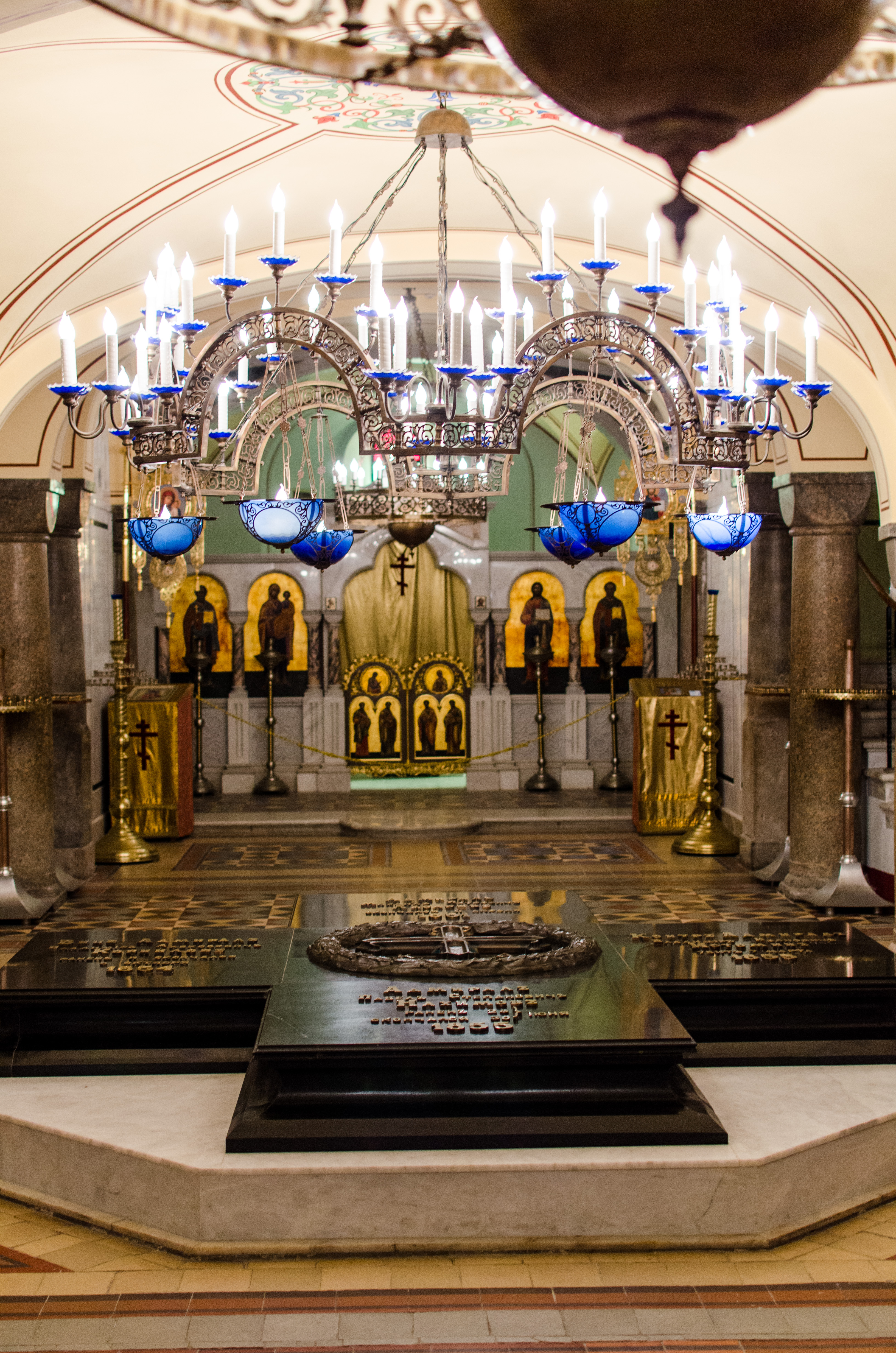
Могилы адмиралов в нижнем храме Владимирского собора

На сегодняшний день ФГБУК «Севастопольский военно-исторический музей-заповедник» включает следующие объекты культурного наследия:
1. Ансамбль мемориального комплекса памятников обороны города в 1854—1855 годах «Исторический бульвар»
2. Здание панорамы «Оборона Севастополя в 1854—1855 годах»
3. Ансамбль мемориального комплекса памятников обороны города в 1854—1855 годах, 1941—1944 годах «Малахов курган»
4. Оборонительная башня Корниловского бастиона
5. Ансамбль мемориального комплекса «Сапун-гора»
6. Здание диорамы «Штурм Сапун-горы 7 мая 1944 года»
7. Собор Св. Равноапостольного князя Владимира — усыпальница выдающихся флотоводцев-адмиралов
8. Дом-музей севастопольского подполья

###### Херсонес Таврический

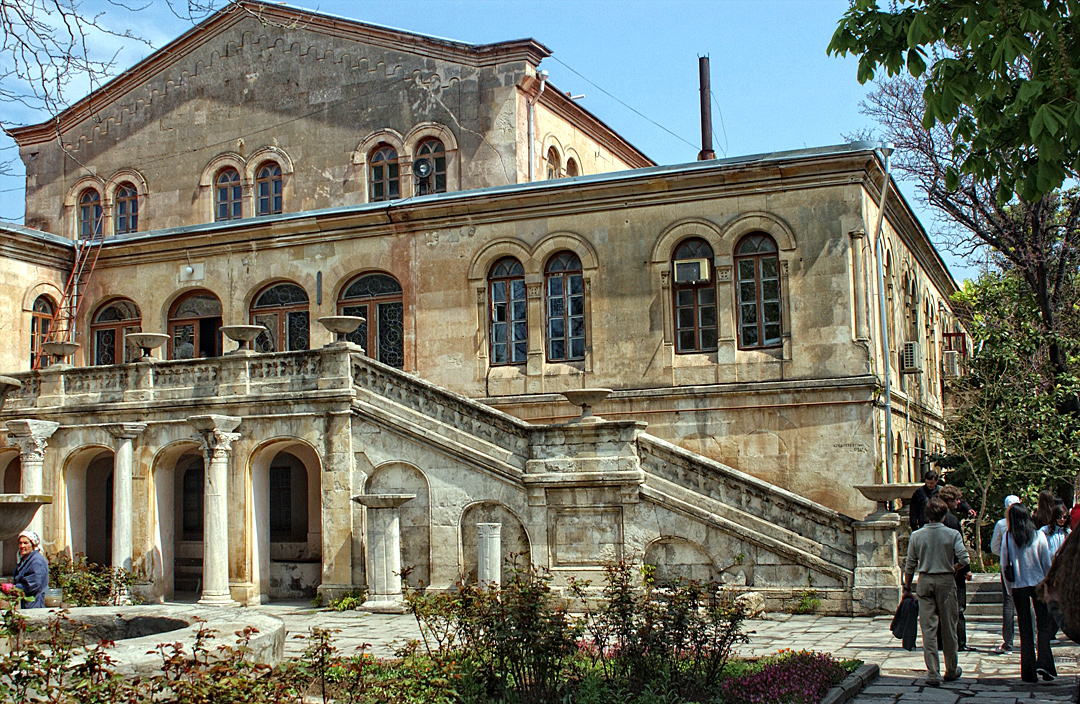
Здание музея

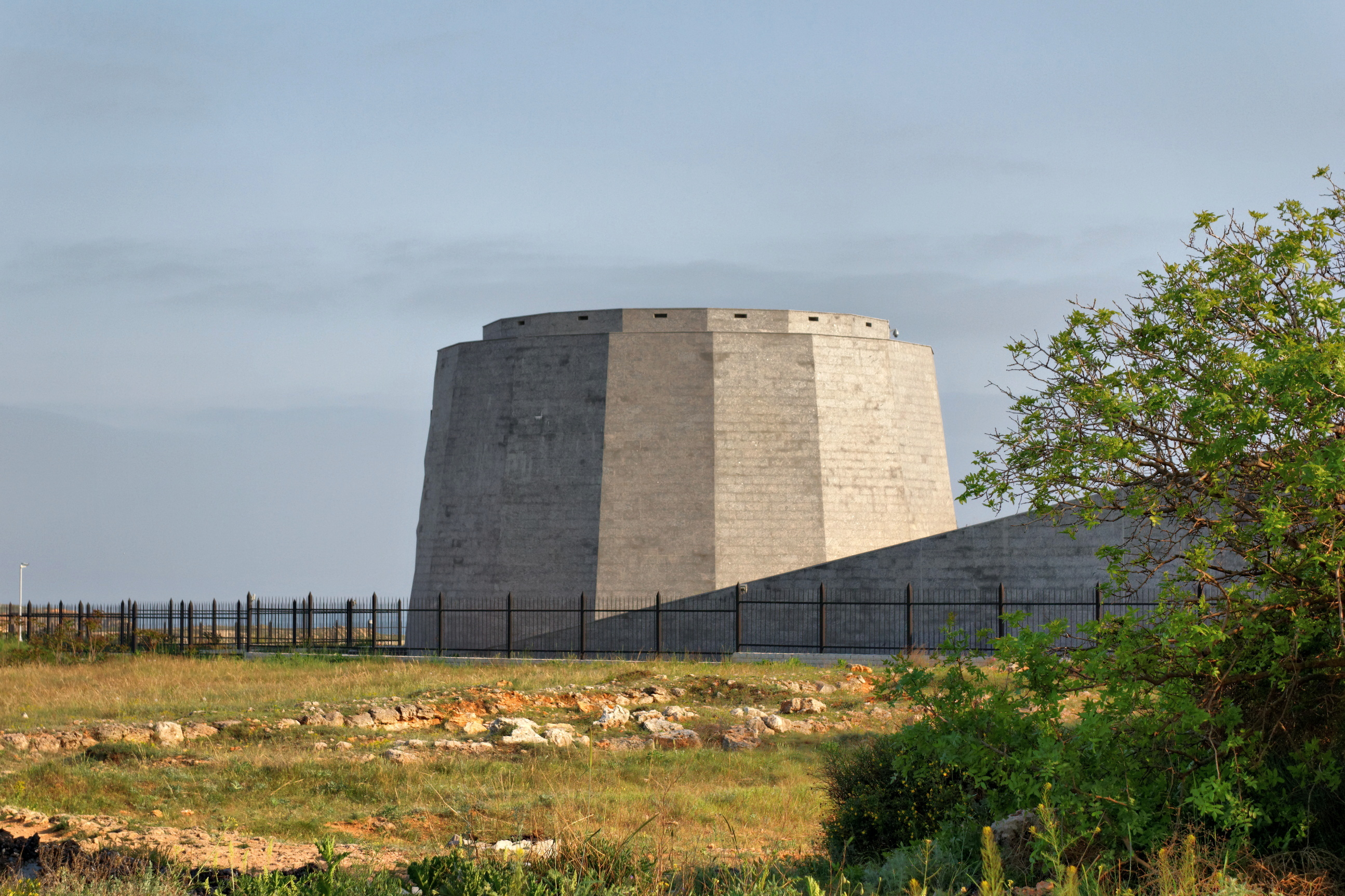
Музейный комплекс 35 батарея

Херсонесский заповедник сегодня — это крупное научно-исследовательское и музейное учреждение, владеющее 418 га археологической территории. Его музейная коллекция насчитывает более 214 тысяч экспонатов, а архивное хранение составляет около 90 тысяч документов; научная библиотека содержит более 30 тысяч книг, в том числе и уникальных.
26 июня 2013 года в ходе 37 сессии ЮНЕСКО объект «Древний город Херсонес Таврический и его хора» (№ 1411) был включен в Список Всемирного наследия ЮНЕСКО.
7 декабря 2015 года Президент РФ Владимир Путин подписал указ "Об отнесении федерального государственного бюджетного учреждения культуры «Государственный историко-археологический музей-заповедник „Херсонес Таврический“ к особо ценным объектам культурного наследия народов Российской Федерации».

###### Музейный историко-мемориальный комплекс «35-я береговая батарея»
В 2007 году начинается создание Музейного историко-мемориального комплекса героическим защитникам Севастополя «35-я береговая батарея». В его строительстве приняли участие тысячи людей —специалистов различных профессий. Мемориальный комплекс создавался на негосударственные средства. Основную часть расходов по проектированию, строительству, содержанию и развитию комплекса взяли на себя предприятия промышленной группы «Таврида-электрик» (генеральный директор А. М. Чалый). Архитектурная концепция и проект разработаны архитектором А. И. Хомяковым (Москва). Проект и рабочая документация выполнены ЗАО «Севастопольский Стройпроект» (директор В. И. Лошанюк).

###### Музейно-выставочный комплекс «Константиновская батарея»

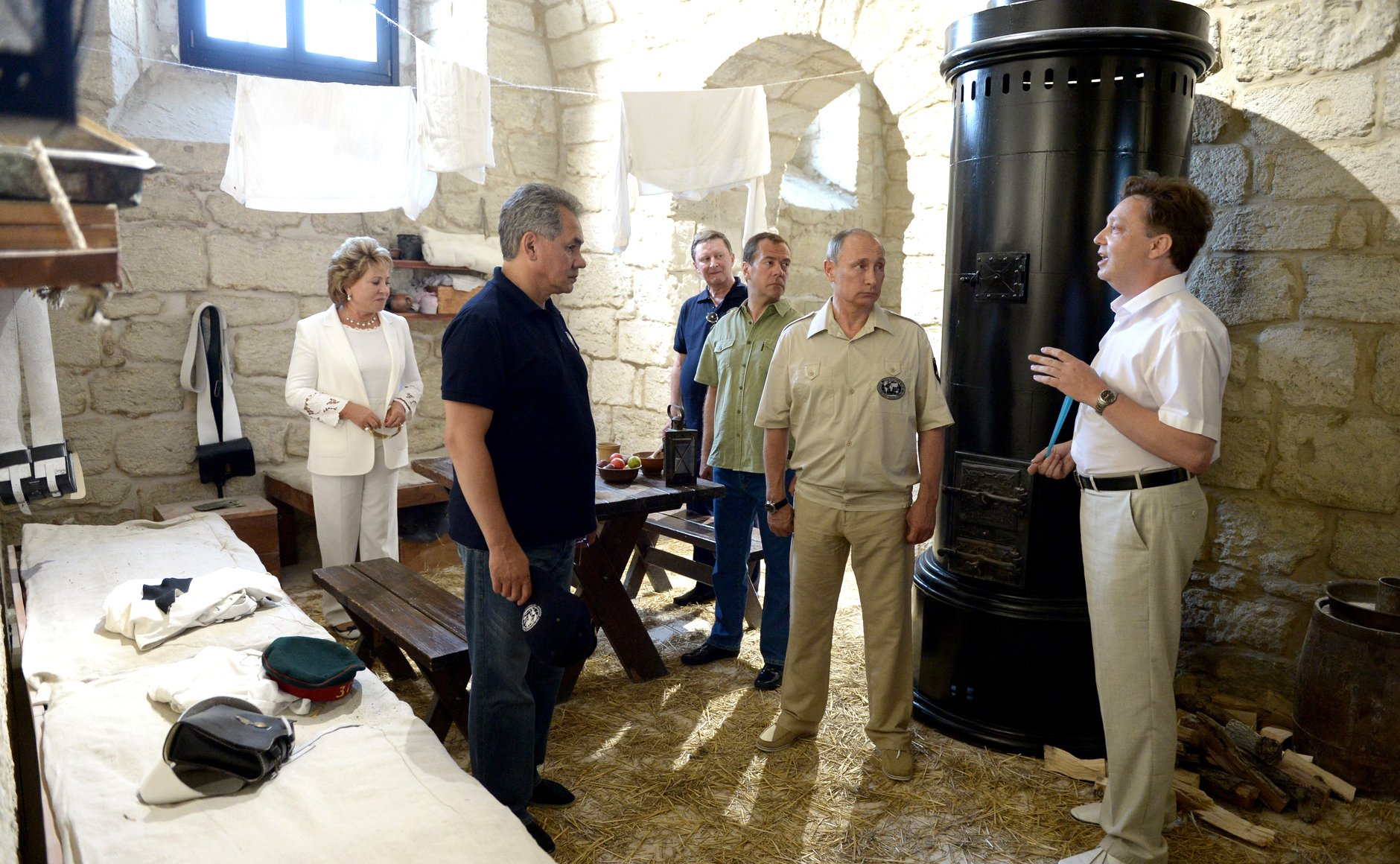
Интерьеры музея Константиновской казематированной батареи

В 2017 году в Севастополе открылась для посещения первая очередь музейно-выставочного комплекса «Константиновская батарея», отреставрированного Русским географическим обществом. Константиновская батарея была построена в XIX веке, чтобы закрывать вход в Севастопольскую бухту неприятельским кораблям. Объект расположен на северной оконечности одноимённой бухты, на мысе Константиновский. Крепость входит в число старейших сохранившихся зданий Севастополя.
Русское географическое общество провело масштабную реконструкцию цитадели. Строители восстановили батарею по старинным чертежам, которые предоставил Центральный архив ВМФ РФ в Санкт-Петербурге. Сегодня крепость представляет собой уникальный музей под открытым небом: в казематах батареи размещена историческая экспозиция, открытая для посещения.

###### Музей Подземный Севастополь

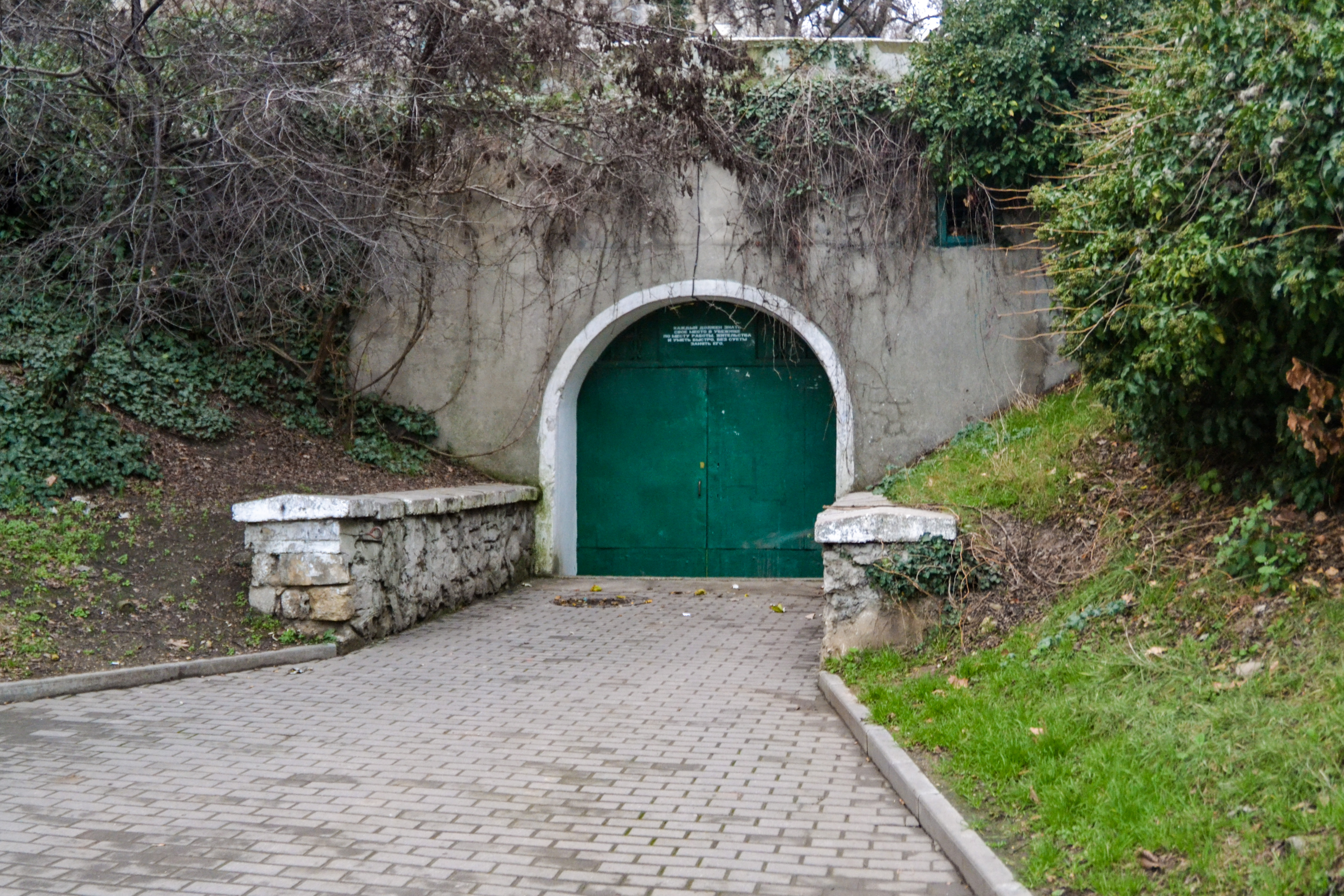
Вход на объект С-2, Музей Подземный Севастополь

Объект С-2 — противоатомный бункер, скрытый в центральном холме Севастополя построенный в 1953—1956 годах. В настоящее время в нём расположен музей Гражданской обороны, Холодной войны и теории выживания человека в экстренных ситуациях.
С 2018 года Объект С-2 функционирует как музей. Помимо самого объекта в музее развернуты несколько экспозиций по проблемам истории и борьбы с чрезвычайными ситуациями, Гражданской Обороны. Экспозиция МЧС России рассказывает об истории создания этой службы в Севастополе и основных направлениях её работы сегодня. Выставка средств индивидуальной защиты органов дыхания, разработанных для разных целей в разные эпохи. Выставка найденных в Севастополе и обезвреженных опасных объектов. Выставка рассекреченных материалов ЦРУ, раскрывающее значение Севастополя на стратегической карте США в период Холодной войны.

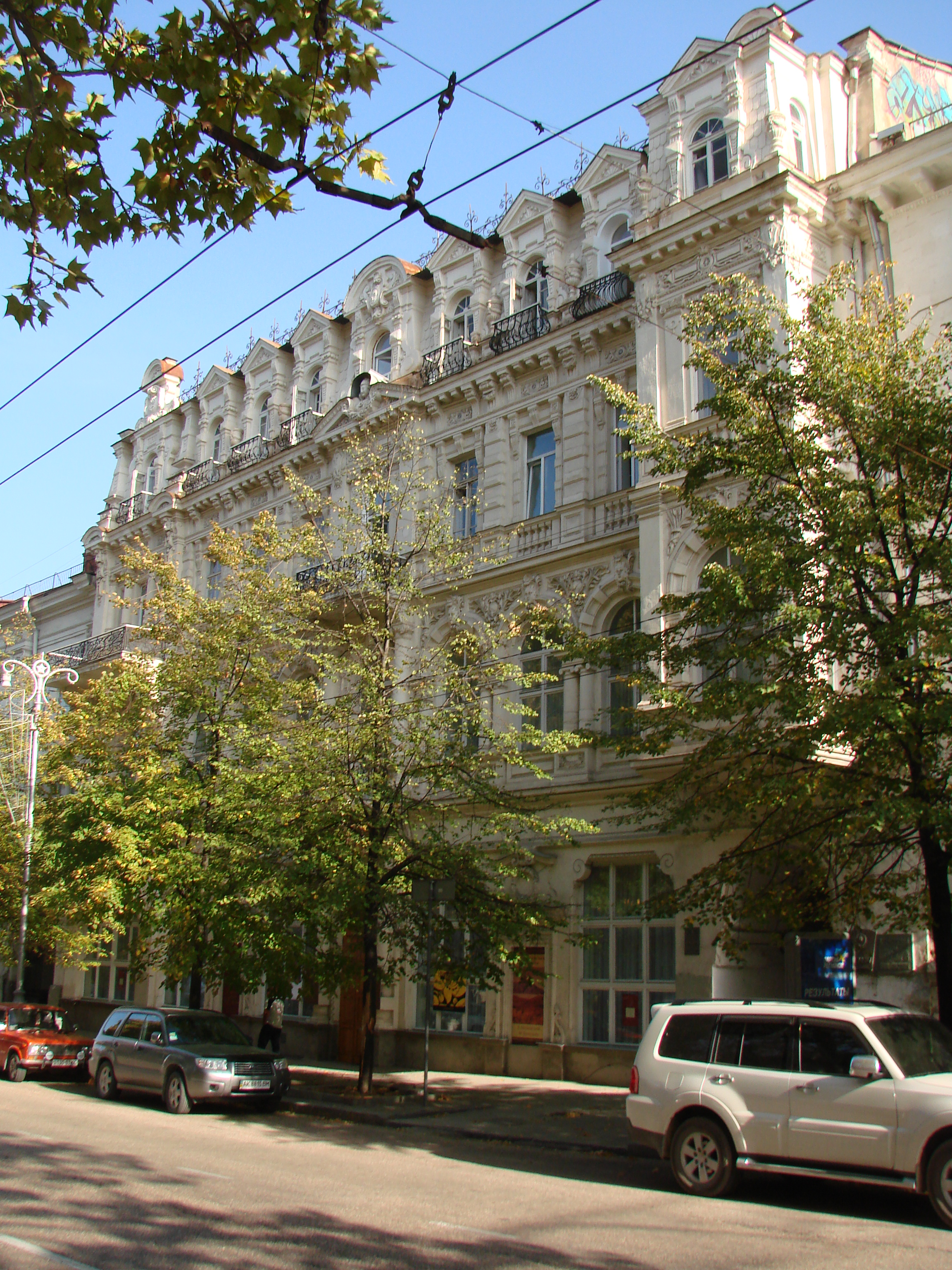
Севастопольский художественный музей имени М. П. Крошицкого

###### Севастопольский художественный музей имени М. П. Крошицкого
С 1965 года Севастопольская картинная галерея, согласно приказу Министерства культуры Украины, стала называться «Севастопольский художественный музей».
27 ноября, Кабинет министров Украины принял постановление, в котором было записано: "Принять предложение Севастопольского горисполкома о присвоении имени заслуженного деятеля искусств УССР Крошицкого М. П. Севастопольскому художественному музею и впредь именовать его «Севастопольский художественный музей им. М. П. Крошицкого».

###### 30-я бронебашенная батарея
30-я береговая батарея — подземное оборонительное сооружение и памятник фортификационного искусства, расположенный в севастопольском микрорайоне Любимовка. Своему второму названию «Максим Горький I» фортификация обязана немцам.
30-я береговая батарея известна тем, что в годы Великой Отечественной войны она играла роль огневого щита. С 1941 по 1942 годы сооружение не позволяло противникам подступиться к Севастополю. Во время обороны города батарея произвела больше тысячи выстрелов. Артиллерийские установки, которыми была оборудована «тридцатка», могли посылать снаряды на 40-километровое расстояние. Вес каждого составлял полтонны. Сооружение было настолько крепкое, что могло уцелеть даже после попадания в него авиационной бомбы.

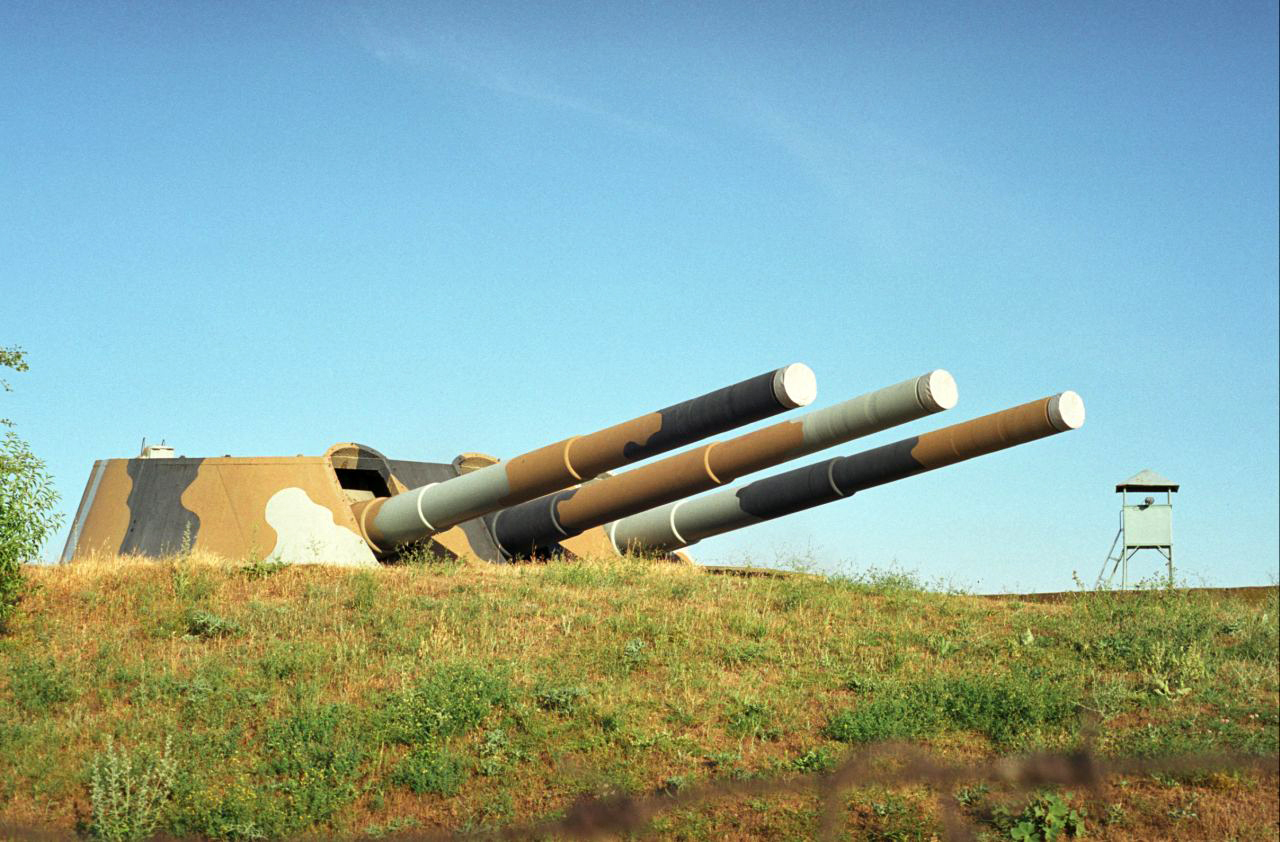
30-я бронебашенная батарея

Подобных фортификаций на территории Советского Союза было немало. Однако только 30-й береговой батарее в Севастополе удалось сохраниться лучше всех. После окончания войны сооружение восстановили и оснастили 6 орудиями, радиолокационной станцией и современными системами наведения.
Об образовании на территории сооружения полноценного гражданского музея Министерство обороны говорит уже на протяжении нескольких лет. По предварительным планам учреждение планируют открыть в преддверии 75-летней годовщины освобождения Севастополя. На данный момент рядом с фортификацией ведётся строительство парка.
Единственный музей, который сейчас доступен для просмотра (только при наличии специального пропуска), содержит небольшую экспозицию. Она состоит из вещей, которые были обнаружены на территории «тридцатки» после боёв 40-х годов. В качестве экспонатов выступают немецкие тарелки 1941 года, памятка командиру взвода и командиру орудия, немецкая воинская книжка, уцелевшие части пистолетов и пулемётов.

###### Военно-исторический музей фортификационных сооружений:
1. Балаклавский подземный музейный комплекс
2. Военно-морской музей «Михайловская батарея»

###### Музей Черноморского флота

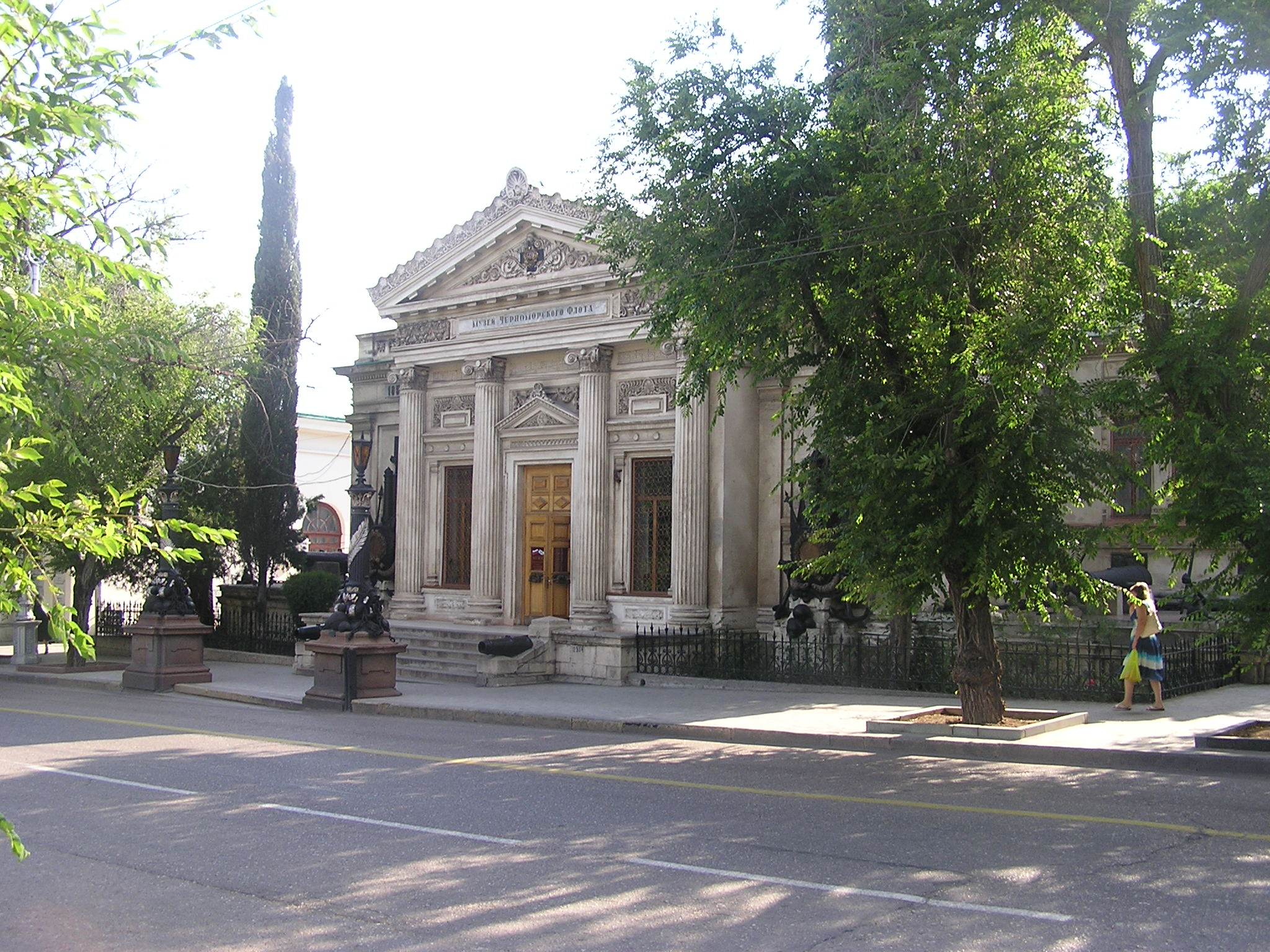
Музей Черноморского флота

Военно-исторический музей Черноморского флота был основан 14 сентября 1869 года по инициативе участников Первой героической обороны Севастополя 1854—1855 годов.
Изначально располагался в доме генерала Э. И. Тотлебена и назывался «Музеем Севастопольской обороны 1854—1855 годов».
В 1895 году для музея было построено здание по проекту известного петербургского архитектора, члена Императорской Академии Художеств А. М. Кочетова. Здание и сейчас является одним из красивейших в Севастополе.
За 150 лет своего существования экспозиция музея значительно расширилась и рассказывает обо всех этапах истории Черноморского флота с момента его основания и до наших дней.

###### Севастопольский морской Аквариум-музей

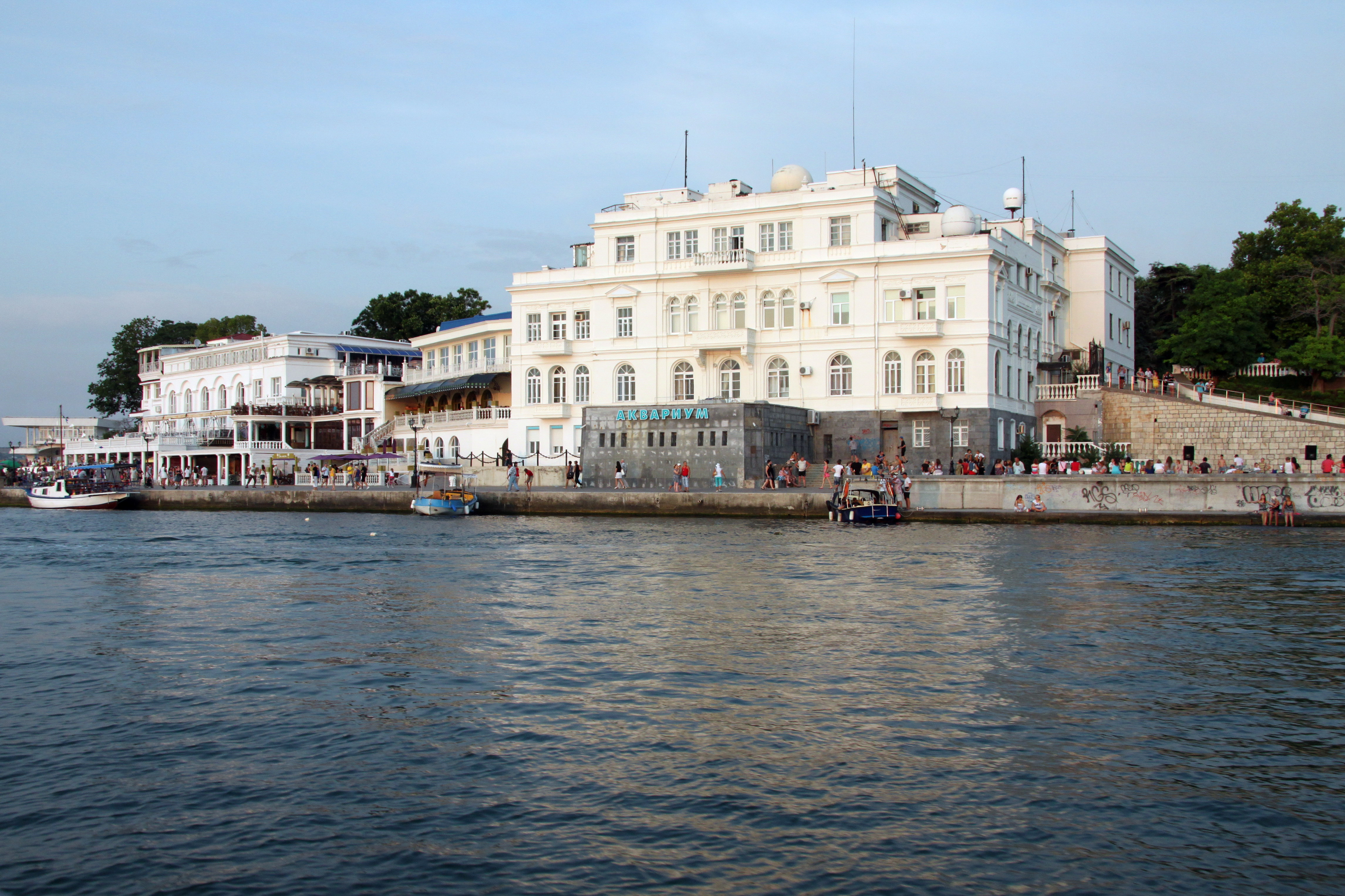
Институт биологии южных морей имени А. О. Ковалевского РАН

Севастопольский морской Аквариум-музей в составе Института биологии южных морей имени А. О. Ковалевского РАН — один из старейших публичных аквариумов в Европе, является самым первым морским аквариумом Российской империи. Он был основан в 1897 г при Севастопольской биологической станции, которая является не только старейшей русской биологической станцией, но и пятой в мире по времени её создания. Идея создания Аквариума принадлежит первому директору Севастопольской Биологической Станции академику А. О. Ковалевскому.

###### Музейная комната Александра Грина
Музейная комната писателя-романтика Александра Степановича Грина (1880—1932, настоящая фамилия Гриневский). открыта в здании бывшей Севастопольской тюрьмы (площадь Восставших, 4), политическим узником которой будущий писатель был почти два года. Экспозиция занимает небольшое помещение в подвальном этаже здания, служившего в начале XX в. одиночной камерой. Экспонаты музейной комнаты знакомят с историей Севастопольской тюрьмы, построенной в 1898 году и действовавшей до 1959 года. Экспозиций открыта Национальным музеем героической обороны и освобождения Севастополя (НМГООС) была открыта музейная комната А. С. Грина. Открытие экспозиции состоялось накануне 130-летия со дня рождения А. С. Грина и в год 50-летия НМГООС (2010). Авторы экспозиции: Завгородняя Ольга Анатольевна, ведущий научный сотрудник НМГООС и художник Владимир Васильевич Адеев.

###### Музей Н. Н. Миклухо-Маклая «Берег Маклая»
Музей великого учёного-путешественника Н. Н. Миклухо-Маклая «Берег Маклая» создан в 2013 году (дата открытия 17.07.2013) в пос. Кача, недалеко от Севастополя, не случайно. В Севастополе, рядом с Институтом биологии Южных морей, установлен бюст Маклаю по случаю 100-летия со дня основания здесь биологической станции, так как учёный считается её «отцом». Миклухо-Маклай специально путешествовал по побережью Чёрного моря, подыскивая подходящее место для строительства станции, а затем в Москве на съезде естествоиспытателей и врачей озвучил свою мечту. Научная общественность поддержала его идею, и в 1871 г. была создана Севастопольская биологическая станция, которую со временем преобразовали в институт.
Отдавая дань уважения учёному, семья А. И. Миклухо-Маклая решила создать музеи в местах, имеющих отношение к выдающемуся исследователю (первый из них был открыт 17 июля 2010 г. на родине отца Маклая в Черниговской области Украины). Музей «Берег Маклая» знакомит посетителей с жизнью и творчеством выдающегося учёного, который совершил подвиг во имя науки на благо человечества. Здесь много интересных экспонатов, фотографий, можно увидеть рисунки Маклая, демонстрируются фрагменты художественного фильма, созданного в 1947 г. по его дневникам.